# Paul Goma
Paul Goma (Mana község, Orhei megye, Besszarábia, 1935. október 2. – Párizs, 2020. március 25.) moldáv származású disszidens román író, a „román Szolzsenyicin”.

## Élete
1935. október 2-án született a besszarábiai Orhei megye Mana községében, ahol szülei a település tanítói voltak. Besszarábia szovjet megszállásakor családjával átköltözött Romániába (1940). A nagyszebeni „Gheorghe Lazăr” Gimnázium tizedik osztályos tanulójaként 1952-ben őrizetbe vette a Szekuritáté, mivel kommunizmus-ellenességgel gyanúsított személyek védelmére kelt. Az eljárás végére kicsapták a középiskolából, de 1953-ban sikerült beiratkoznia a fogarasi „Radu Negru” Gimnáziumba, ahol sikeres érettségi vizsgát tett. 1954-ben a bukaresti „Mihai Eminescu” Irodalmi és Irodalomkritikai Főiskola hallgatója lett. Az intézmény hallgatójaként többször is vitába keveredett tanáraival, majd az 1956-os magyar forradalom leverése után a magyar antikommunistákkal való szolidaritás jeleként kilépett a Munkásifjak Szövetségéből. Emiatt ellenséges szervezkedéssel vádolták meg, és bebörtönözték (1957).
Két évet ült Jilaván és Szamosújváron, majd szabadulása után kényszerlakhelyre (Domiciliu obligatoriu, D.O.) deportálták a Bărăganba, a lătești-i lágerbe, ahonnan 1963-ban szabadult. Ez idő alatt volt betanított munkás, vándorfényképész, trombitás, műszerész. Mindezek után, 1965 júniusában mégis sikerült beiratkoznia a Bukaresti Tudományegyetem bölcsészkarára, ám ezt félbehagyta.
1967-ben nyíltan szembefordult a kommunista rendszerrel, Romániában betiltott művét Németországban és Franciaországban publikálta, melyből később diplomáciai botrány lett. A hetvenes évek végén emberjogi mozgalmat kezdeményezett a diktatúra idején, a cseh Charta ’77-hez kapcsolódva. Letartóztatták, majd 1977 novemberében emigrációba kényszerítették, feleségével és fiával együtt megfosztották román állampolgárságától, és kiutasították őket az országból. Párizsban kaptak politikai menedékjogot.
Az 1989-es romániai forradalom után könyveit már Romániában is kiadták. Több mint 40 művet (regényt, vallomást, párbeszédet, újságcikket) írt románul, amelyeket lefordítottak francia, német, holland, svéd és olasz nyelvre. 1966 decemberében jelent meg első elbeszélése, a „Cum bate toba”, a Luceafărul irodalmi folyóiratban, majd különböző orgánumokban jelentek meg művei (Gazeta literară, Viața românească, Ateneu). 1968 augusztusában jelent meg rövid prózai műve, a Camera de alături. Következő regénye az Ostinato, ami Németországban (1971) és Franciaországban jelent meg. A mű pozitív fogadtatásban részesült, s Eugène Ionesco a „román Szolzsenyicin”-nek nevezte.
2011-ben visszakapta román állampolgárságát, majd 2013-ban  a moldáv állampolgárságot is megkapta.
Több művében minimalizálni próbálta a zsidóellenes pogromokat Romániában.

## Halála
2020. március 18-án a párizsi La Pitié Salpetriere Kórházba került, COVID–19 fertőzést diagnosztizálva nála. Egy héttel később a koronavírus – 84 éves korában – legyűrte.

## Művei
Művei kiadási év szerint:
- Camera de alături (románul – 1968)
- Ostinato (németül – 1971, franciául, hollandul – 1974, románul – 1992)
- Ușa noastra ce de toate zilele (németül – 1972, franciául – 1972, románul – 1991)
- Gherla (Paul Goma) (franciául – 1976, svédül – 1978, románul – 1990)
- În cerc (franciául – 1977, románul – 1995)
- Garda inversă (franciául – 1979, románul – 1997)
- Culoarea curcubeului (franciául – 1979, hollandul – 1980, románul – 1990)
- Patimile după Piteşti (franciául – 1981, németül – 1984, hollandul – 1985, románul – 1990)
- Chassee-croise (franciául – 1983, románul – 1991)
- Soldatul câinelui (romnul – 1991)
- Bonifacia (franciául – 1986, románul – 1993)
- Din Calidor (franciául– 1987, románul – 1989, angolul – 1990)
- Arta refugii (franciául – 1990, románul – 1991)
- Astra (franciául – 1992, románul – 1992)
- Sabina (románul – 1991, franciául – 1993)
- Adameva (románul – 1995)
- Amnezia la români (románul – 1995)
- Scrisori întredeschise – singur impotriva lor (románul – 1995)
- Justa (románul – 1995)
- Jurnal (3 vol.) (románul– 1997)
- Garda inversă (románul – 1997)
- Altina – gradina scufundată (románul – 1998)
- Săptămâna roşie 28 iunie – 3 iulie sau Basarabia şi Evreii (románul 2003).